# Tektonischer Überdruck
Bei tektonischem Überdruck handelt es sich um ein Konzept aus der Geologie.
Normalerweise werden aus Mineralien erhaltene Druckdaten unter der Annahme eines rein lithostatischen Drucks in eine Tiefe umgerechnet. Also wird davon ausgegangen, dass der Druck nur durch die auflastenden Gesteine zusammenkommt.
Da sich der Druck jedoch aus dem Durchschnitt der drei Normalspannungen σ1, σ2 und σ3 ergibt, haben eventuell noch andere Faktoren einen Einfluss auf ihn. So können die über den lithostatischen Druck errechneten Tiefen durch seitliche Kompression oder Tension verfälscht werden: eine Kompression führt zu tektonischem Über-, eine Tension zu tektonischem Unterdruck.

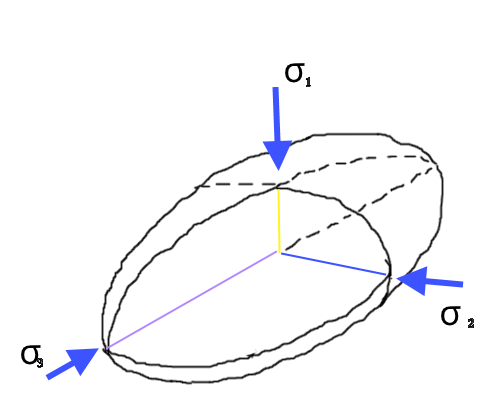
Skizze eines Strainellipsoids mit den drei Normalspannungen

Die so erreichten Drücke können ±100 % vom lithostatischen Druck ausmachen und bis in die GPa reichen. Jedoch vertreten einige Autoren die Meinung, dass der Druckbeitrag nicht mehr als 1 GPa sein kann. Daher kann laut diesen Autoren ein tektonischer Überdruck alleine keinen Ultrahochdruckmetamorphismus auslösen.
Der genaue Beitrag zum Druck hängt von der Tektonik sowie von den Gesteinsparametern (Rheologie) ab.